# Rebeca Andrade
Rebeca Rodrigues de Andrade (Guarulhos, São Paulo; 8 de maig de 1999) és una gimnasta artística brasilera i tres vegades olímpica, que va representar el Brasil als Jocs Olímpics de 2016, 2020 i 2024. És la campiona del món de salt sobre cavall dels Jocs Olímpics de 2020 i del món el 2021 i el 2023 i la campiona del món de 2022 i medallista de plata olímpica de l'exercici complet de 2020 i 2024, subcampiona del món per equips i a l'exercici complet individual al campionat del món de 2023 i a l'exercici de terra, campiona panamericana del 2021 i va formar part dels equips que van guanyar l'or al Campionat Panamericà del 2021, la plata al Campionat Panamericà del 2018 i el bronze als Jocs Olímpics de 2024. Andrade és la primera gimnasta artística femenina brasilera en obtenir medalla en els Jocs Olímpics i la primera medallista olímpica en l'exercici complet que es va classificar participant com a individual. És l'actual campiona olímpica de l'exercici de terra, primer esportista del seu país en obtenir 4 medalles en uns mateixos Jocs i la màxima medallista del Brasil (amb 6).

## Vida personal
Andrade va començar la gimnàstica quan tenia quatre anys després que la seva tieta la portés al gimnàs on treballava. És un dels vuit fills d'una mare soltera, Rosa. La seva mare netejava cases i anava caminant a la feina per pagar l'entrenament de gimnàstica de la Rebeca. Quan tenia nou anys es va traslladar a entrenar a Curitiba, i un any després es va traslladar a Rio de Janeiro per entrenar al Flamengo. Parla portuguès i anglès.

## Carrera júnior

### 2012
Andrade va debutar internacionalment al Campionat Sud-americà Júnior de Cochabamba, on es va classificar primera amb la selecció brasilera i en la modalitat individual completa. També va competir al Trofeu Brasil, on va obtenir el títol, per sobre de Jade Barbosa i Daniele Hypólito.

### 2013
Andrade va començar la seva temporada 2013 al Nadia Comăneci Invitational a Oklahoma City, i va guanyar la medalla d'or en el junior all-around. L'agost, va tornar a competir als Campionat Sud-americà Júnior i l'equip brasiler va guanyar la medalla d'or. Individualment, Andrade va guanyar la medalla de bronze a l'exercici complet per darrere de Lorrane Oliveira i Flávia Saraiva. També va guanyar la medalla d'or al salt i les barres asimètriques, i va guanyar la medalla de plata a la barra d'equilibri darrere de Saraiva. Al novembre, va competir al Gymnasiade, que es va celebrar a Brasília. L'equip brasiler va guanyar la medalla de plata per darrere de Rússia, i Andrade va guanyar la medalla de bronze en l'exercici complet per darrere d'Alla Sosnitskaya i Flávia Saraiva. A la final de l'esdeveniment, va guanyar la medalla d'or al salt i es va classificar sisena a l'exercici de terra.

### 2014
Al febrer, Andrade va començar la temporada competint al WOGA Classic de Plano, Texas, i va guanyar l'or en tots els voltants, en volta i en barres desiguals, i va guanyar la plata amb l'equip, en barra d'equilibri, i exercici a terra. Posteriorment, va competir al Campionat Panamericà Júnior d'Aracaju, on va ajudar l'equip del Brasil a guanyar la medalla de plata darrere del Canadà. Individualment, va guanyar la plata en l'exercici de tots els voltants i a terra, tant per darrere de Flávia Saraiva, com en la volta, barres desiguals i barra d'equilibri. Inicialment, estava classificada per representar el Brasil als Jocs Olímpics Juvenils d'estiu de 2014 a Nanjing, Xina. No obstant això, es va retirar a causa d'un dit del peu trencat i va ser substituïda per la seva companya d'equip Flávia Saraiva.

## Carrera sènior

### 2015
Andrade va fer el seu debut internacional sènior a la Copa del Món de Ljubljana, on va guanyar la medalla de bronze a les barres asimètriques per darrere d'Isabela Onyshko i Jonna Adlerteg. Després va anar a la Copa del Món de São Paulo i va guanyar la medalla de plata a la volta darrere de Deng Yalan, i es va classificar en la setena posició en les barres asimètriques. Després va anar al Flanders International Team Challenge a Gant, on un equip mixt de gimnastes brasileres i italians va guanyar la medalla de bronze. En el global, va guanyar la medalla de plata per darrere de Flavia Saraiva. Al juny, Andrade va fer un esquinç al seu lligament encreuat anterior, cosa que la va fer perdre els Jocs Panamericans i el Campionat del Món.

### 2016

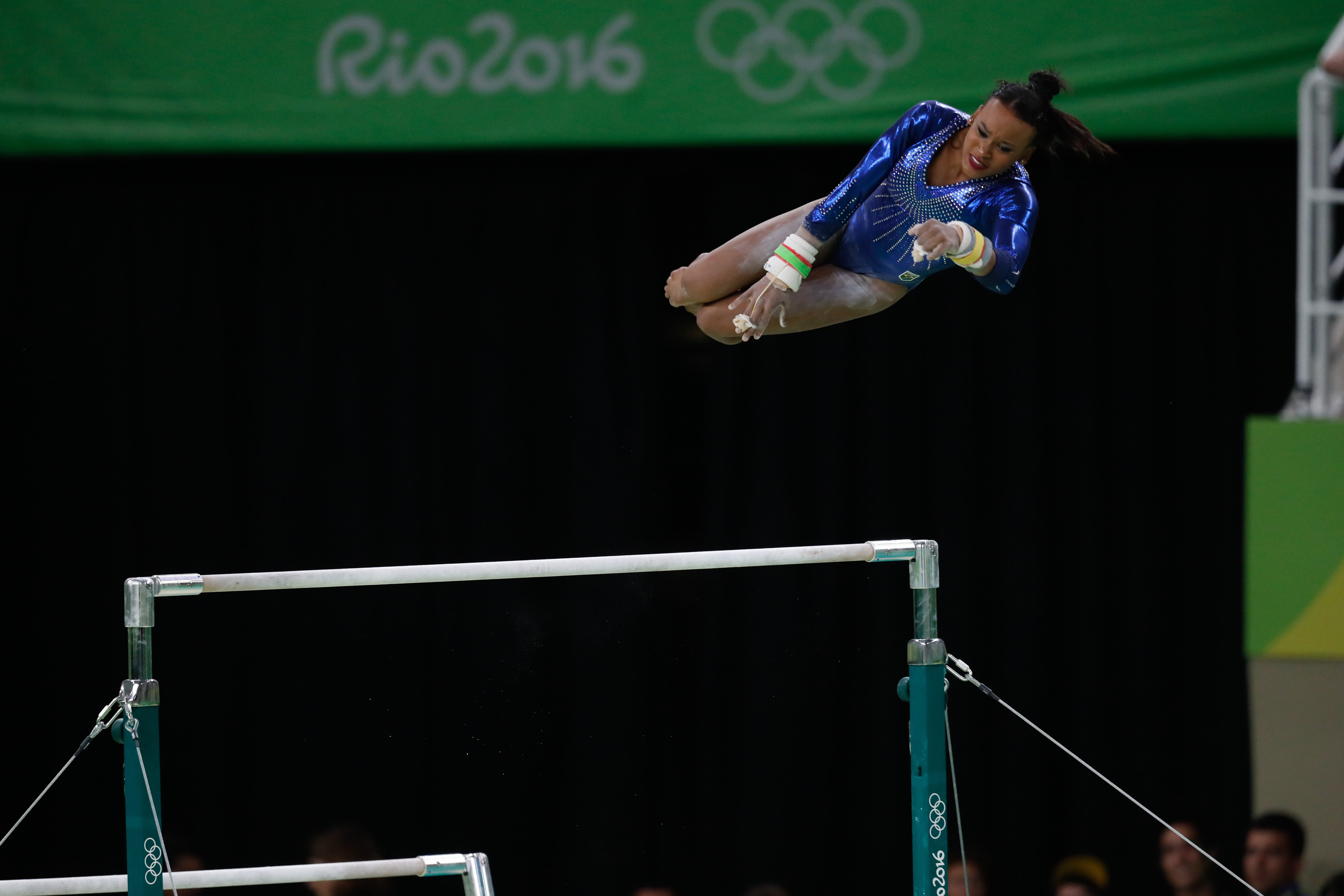
Andrade, realitzant la sortida a les barres asimètriques als Jocs Olímpics de 2016.

Andrade va tornar a la competició al Trofeu Ciutat de Jesolo. Va competir al salt, barres asimètriques i barra d'equilibri i va ajudar l'equip brasiler a guanyar la medalla de plata darrere dels Estats Units. Es va classificar per a la final de la prova de barres asimètriques, on va acabar vuitena. Després va competir a la Copa del Món de Doha i va guanyar la medalla de plata a asimètriques darrere de Jonna Adlerteg.
Va ser seleccionada per competir en la prova olímpica al costat de Jade Barbosa, Daniele Hypólito, Lorrane Oliveira, Carolyne Pedro i Flávia Saraiva per intentar classificar el Brasil com a equip als Jocs Olímpics. Andrade només competia a salt i barres asimètriques, i va realitzar una salt Yurchenko de doble gir i una rutina de barres asimètriques neta. L'equip brasiler va guanyar la medalla d'or en la prova per equips i va classificar un equip complet als Jocs Olímpics d'estiu del 2016. Individualment, es va classificar per a la final de barres asimètriques, on va guanyar la medalla de bronze per darrere de les alemanyes Elisabeth Seitz i Sophie Scheder.
Després va competir a la Copa del Món de São Paulo, on es va classificar per a les finals de barres asimètriques i barra d'equilibri. A la final d'asimètriques, va empatar amb l'alemanya Kim Bui per la medalla de plata. L'endemà, a la barra d'equilibri, va guanyar la medalla de bronze per darrere de Daniele Hypólito i Simona Castro. Després va anar a la Copa del Món Anadia, on va guanyar dues medalles de plata en barra d'equilibri i exercici de terra, ambdues per darrere de Flavia Saraiva.
Després de la Copa Mundial d'Anadia, Andrade va ser nomenada representant del Brasil als Jocs Olímpics d'estiu de 2016 al costat de Jade Barbosa, Daniele Hypólito, Lorrane Oliveira i Flávia Saraiva. La seva última competició en preparació per als Jocs Olímpics va ser una trobada amistosa als Països Baixos el 10 de juliol, on va empatar amb la gimnasta neerlandesa Eythora Thorsdottir per obtenir la medalla d'or a l'exercici complet.
En els Jocs Olímpics de 2016, Andrade va tenir un bon rendiiment en la ronda de classificació; va ajudar al Brasil a classificar-se per la fase final d'l'equip en cinquè lloc i es va classificar de forma individual per a la final de l'exercici complet en tercer lloc amb una puntuació total de 58.732 darrere les gimnastes estatunidenques Simone Biles i Aly Raisman. Durant la final per equips, Andrade va caure a l'exercici de terra i l'equip brasiler va acabar vuitè. En la modalitat individual, va acabar onzena amb una puntuació total de 56.965.
Després dels Jocs Olímpics, Andrade va competir al Campionat del Brasil al novembre. Va guanyar la medalla d'or amb l'equip del club Flamengo, en l'exercici complet, a barres asimètriques i a la barra d'equilibri, i va guanyar la medalla de plata a l'exercici de terra darrere de Thaís Fidélis.

### 2017
Andrade va començar la seva temporada al Trofeu Ciutat de Jesolo i l'equip brasiler va guanyar la medalla de plata per darrere dels Estats Units. Andrade va guanyar la medalla de plata darrere la gimnasta estatunidenca Riley McCusker. A la final de la prova, va acabar cinquena a les barres asimètriques, sisena a la barra d'equilibri i quarta a l'exercici de terra. Després va competir a la Koper Challenge Cup i va guanyar la medalla d'or al salt. Després, a l'Osijek Challenge Cup, només va competir a les barres asimètriques, però no es va classificar per a la final de la prova.
Al maig, Andrade es va ferir el turmell entrenant i va haver de portar una bota protectora durant dos mesos. Va tornar a la competició a l'agost al Campionat del Brasil, on només va competir a les barres asimètriques i va guanyar la medalla d'or. Després va competir a la Varna Challenge Cup i va guanyar la medalla d'or tant al salt com a les barres asimètriques.
Andrade va ser nomenada inicialment per a l'equip del Campionat del Món juntament amb Thais Fidelis sènior de primer any; no obstant, va trencar-se el seu lligament creaua anterior durant els escalfaments al darrer entrenament i es va retirar.

### 2018-19

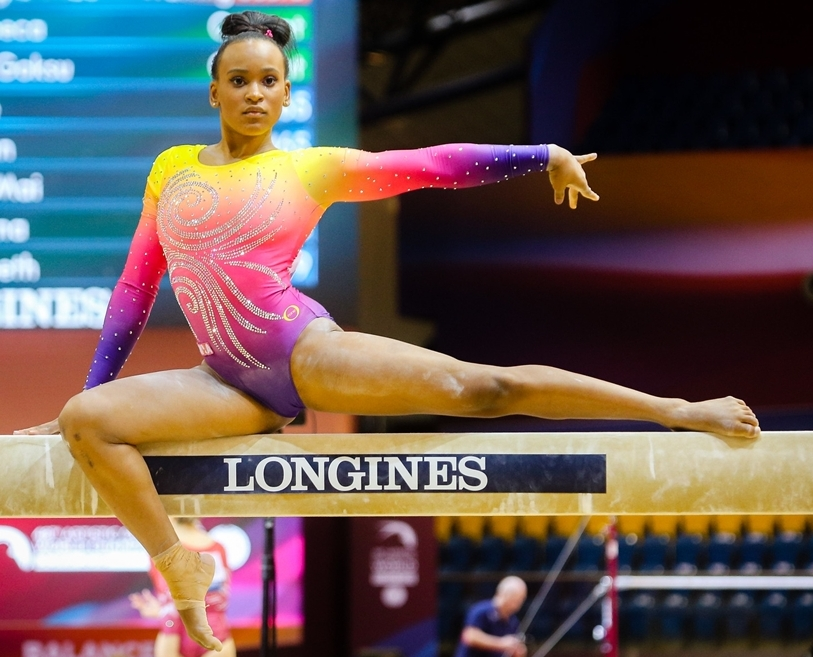
Andrade a la barra d'equilibri al Campionat del Món de 2018.

Andrade va tornar a la competició el setembre al Campionat Panamericà de 2018. Només va competir en dues proves, el salt i les barres asimètriques, i va ajudar l'equip brasiler a guanyar la medalla de plata darrere dels Estats Units. Després va ser nomenada a l'equip brasiler per al Campionat del Món de 2018 al costat de Jade Barbosa, Thais Fidelis, Lorrane Oliveira i Flávia Saraiva. Andrade va debutar al Campionat del Món i va competir a salt, barres asimètriques i barra d'equilibri, i el Brasil es va classificar per a la final per equips al cinquè lloc. A la final per equips, l'equip brasiler va acabar setè després que Andrade, Barbosa i Saraiva caiguessin a les barres asimètriques. Després del Campionat del Món, Andrade va competir a la Copa del Món de Cottbus 2018, on va guanyar la medalla d'or a salt i barra d'equilibri i la medalla de plata a barres asimètriques darrere de Nina Derwael.
Andrade va competir al DTB Team Challenge del 2019 a Stuttgart, on va ajudar l'equip brasiler a guanyar l'or per equips i va guanyar la medalla d'or a l'exercici complet. Al Campionat del Brasil, Andrade va lesionar-se per tercera vegada a la seva carrera. el lligament creuat anterior. Això va posar fi a la seva temporada 2019 i la va fer perdre el Campionat del Món de 2019. Al Campionat del Món, l'equip brasiler sense Andrade va acabar catorzè i no va classificar-se com equip per als Jocs Olímpics del 2020.

### 2020–21
Andrade va tenir un any revolucionari el 2021 i va guanyar les seves primeres medalles olímpiques i mundials. Andrade va tornar a la Copa del Món de Bakú 2020, on va acabar tercera en barres asimètriques darrere de Fan Yilin i Anastasia Ilyankova i segona en barra d'equilibri per darrere d' Urara Ashikawa durant les classificacions i, per tant, es va classificar a la final de la prova. No obstant això, les finals de l'esdeveniment van ser cancel·lades a causa de la pandèmia COVID-19 a l'Azerbaidjan. El juliol, Andrade i molts altres aspirants olímpics brasilers van viatjar a Portugal, ja que no van poder reprendre els entrenaments a causa de la inestabilitat de la pandèmia COVID-19 al Brasil i dels gimnasos tancats. Al desembre de 2020, va donar positiu a COVID-19, però va ser asimptomàtica.
Andrade va tornar a la competició al Campionat Panamericà de 2021. L'equip brasiler d'Andrade, Christal Bezerra, Ana Luiza Lima, Lorrane Oliveira i Julia Soares van guanyar la medalla d'or. Individualment, Andrade va guanyar la medalla d'or al concurs complet individual amb una puntuació total de 56.700. Aquest resultat li va valer a ella i a Luciana Alvarado els llocs de quota continental per als Jocs Olímpics de 2020.
A la ronda de classificació, Andrade va tenir una de les millors actuacions de la seva carrera, classificant-se en tercera posició per a la final de salt, quarta per a la final de l'exercici de terra i la segona per a l'exercici complet individual. Després de la retirada de Simone Biles de la final de l'exercici complet, Andrade va entrar a la final global com a millor classificada, sent el primer cop que ho conseguia un gimnasta brasiler. Després d'encapçalar la competició en les dues primeres rotacions, Andrade va guanyar la plata en el després de sortir dels límits en dues de les seves sèries de terra. Això va suposar la primera medalla olímpica per a una gimnasta artística brasilera.
Establint un altre rècord per al seu país, Andrade va superar la seva classificació per a la final de salt en tercer lloc per guanyar l'aparell amb una puntuació mitjana de 15,083. Això la converteix en la primera campiona olímpica de la història de la gimnàstica artística femenina brasilera.
Andrade va continuar entrenant després dels Jocs Olímpics. Al campionat brasiler, va ajudar al seu club a guanyar la medalla d'or per equips. També va guanyar la medalla d'or en l'exercici complet individual. Al Campionat del Món a Kitakyushu, va competir al salt, barres asimètriques i barra d'equilibri. Va optar per no competir a l'exercici de terra per preservar la seva salut. Es va classificar per a les tres finals d'aparells primera tant al salt amb una puntuació mitjana de 14.800 com a les barres asimètriques amb una puntuació de 15.100, i vuitena classificada a la barra d'equilibri. Es va convertir en la primera gimnasta brasilera que es va classificar per a una final d'un campionat mundial en barres asimètriques.

A la final de salt, va guanyar la medalla d'or amb una puntuació mitjana de 14.966, gairebé un punt per davant de la medalla de plata Asia D'Amato. Aquesta va ser la segona medalla d'or femenina del Brasil al Campionat del món de gimnàstica artística, la primera va ser la medalla d'or de Daiane dos Santos a l'exercici de terra al 2003. Després, a la final de barres desiguals, va obtenir un 14.633 i va guanyar la medalla de plata darrere de la gimnasta xinesa Wei Xiaoyuan convertint-se en la primera gimnasta brasilera a guanyar una medalla mundial a les asimètriques. L'endemà, va acabar sisena a la final de la prova de barra d'equilibri, empatant el millor resultat d'una dona brasilera en aquest esdeveniment amb Flávia Saraiva al 2019.

### 2022
Andrade va començar la seva temporada 2022 al maig al Trofeu Brasil, on va guanyar la medalla d'or a les barres asimètriques i la de plata a la barra d'equilibri.
Al juliol, Andrade va ser nomenada a l'equip brasiler per al Campionat Panamericà juntament amb Flávia Saraiva, Christal Bezerra, Lorrane Oliveira, Carolyne Pedro i Júlia Soares. En el primer dia de competició, que determinava els resultats generals i d'aparells, Andrade va guanyar la medalla d'or a les barres asimètriques així com la medalla de plata a la barra d'equilibri darrere de Saraiva. A més, va ajudar el Brasil a classificar-se per a la final per equips en primer lloc. Va optar per no competir a l'exercici de terra. A la final per equips, Andrade va aportar puntuacions en salt, barres asimètriques i barra d'equilibri pel primer lloc del Brasil per davant dels Estats Units i el Canadà, la seva primera victòria sobre els Estats Units a la competició des de 1997. Andrade va afirmar que "Aquesta victòria és molt gran per al futur de la gimnàstica [al Brasil], per a les noies que vindran i les que van venir abans que nosaltres".
A l'agost, Andrade va competir als campionat brasiler, on va guanyar l'exercici complet per davant de Saraiva i Soares, i també va rebre les puntuacions més altes en salt, barres asimètriques i barra d'equilibri, així com la segona més alta en l'exercici de terra, tot i realitzar rutines aigualides. Al setembre, Andrade va competir al Paris World Challenge Cup; només va competir a les barres asimètriques. Va guanyar la plata darrere de l'estatunidenca Shilese Jones.
A l'octubre, Andrade va ser nomenada a l'equip per competir al campionat del món a Liverpool al costat de Saraiva, Soares, Oliveira, Pedro i Bezerra. A la ronda de classificació, Andrade es va classificar en primer lloc a la final de l'exercici complet, segona a la final de terra, tercera a la final de barres asimètriques, setena a la final de barra i va ajudar el Brasil a classificar-se per a la final per equips en tercer lloc. Al salt, va obtenir una puntuació de 15,066 per al seu primer salt, un Cheng, però les seves mans van relliscar sobre la taula durant el seu segon salt i va marcar 11.466, la qual cosa la va deixar fora de la final. A la final per equips, Brasil va quedar quart per darrere dels Estats Units, la Gran Bretanya i el Canadà. A la final de l'exercici complet individual, Andrade va guanyar la medalla d'or per davant de Shilese Jones i Jessica Gadirova amb una puntuació de 56.899, convertint-se en la primera gimnasta sud-americana a guanyar un títol mundial. Andrade va guanyar després la medalla de bronze a la final d'exercici de terra empatada amb Jade Carey, darrere de Jessica Gadirova i Jordan Chiles, que van acabar en primer i segon lloc respectivament.

#### 2023
L'any 2023, juntament amb Flávia Saraiva, Jade Barbosa, Lorrane Oliveira, Carolyne Pedro i Júlia Soares, va formar part de la selecció brasilera que va aconseguir la primera medalla en la categoria d'equips al campionat del món, a Anvers, amb una plata. Aquesta gesta històrica va suposar la primera vegada que un equip sud-americà aconseguia aquest èxit.
A més, Rebeca es va convertir en la gimnasta més premiada del país als campionats del món, aconseguint la seva sisena medalla en guanyar la plata a la prova general el mateix any. Una fita històrica addicional va ser la presència sense precedents de tres dones negres al podi del Campionat del Món de Gimnàstica, compost per Simone Biles que es va emportar l'or, Rebeca que es va emportar la plata i Shilese Jones que es va emportar el bronze. En aquesta mateixa competició, Andrade es va convertir en campiona en la categoria de salt, superant a la mítica Simone Biles, i guanyant el seu segon títol, després d'haver-lo guanyat el 2021. Encara a la mateixa competició, va aconseguir la medalla de bronze en la categoria de barra i la medalla de plata en l'exercicici de terra, en un podi sense precedents amb la brasilera Flávia Saraiva, que va aconseguir el bronze, obtenint així Rebeca la medalla a totes les finals a les quals es va classificar. Amb aquesta gesta, Rebeca es va convertir en la primera gimnasta brasilera en guanyar medalles a les cinc categories en un mateix campionat del món, acabant la competició amb nou medalles mundials en la seva carrera.

### 2024
Andrade va començar el seu any olímpic al març, competint a la Copa del Món d'Antalya, on només va competir a les barres asimètriques. Va guanyar la plata darrere de Mélanie de Jesus dos Santos.
Als Jocs Olímpics de París de 2024, va liderar l'equip nacional brasiler per guanyar la medalla de bronze a la final per equips, la primera del país. També va guanyar la medalla de plata a la final de l'exercici complet individual. Al primer dia de finals per aparells va guanyar la plata al salt. Després va competir durant el tercer dia de finals d'aparells en les dues darreres finals: barra d'equilibri i terra, quedant quarta a la barra i guanyant l'or al terra. superant la plata obtinguda per Diego Hypólito als Jocs Olímpics de 2016 i convertint-se així en la primera campiona olímpica en terra en qualsevol gènere. Durant la cerimònia de lliurament de la medalla final, Simone Biles i Jordan Chiles van fer una reverència davant Andrade mentre pujava al podi, un gest que es va fer viral. Les sis medalles en total d'Andrade entre els Jocs Olímpics de 2020 i 2024 la converteixen en l'esportista olímpica brasilera més condecorada en qualsevol disciplina, un rècord que abans tenien els regatistes Robert Scheidt i Torben Grael.

## Vida personal
Andrade es va fer extremadament popular al Brasil després del seu èxit als Jocs Olímpics de 2020. L'octubre de 2021, va aparèixer a la portada de Vogue Brasil.
Andrade ha treballat amb un psicòleg en tècniques de visualització. Es va sotmetre a tres cirurgies de reconstrucció del LCA, totes al genoll dret. La gimnasta que més admira és la campiona del món brasilera Daiane dos Santos.

## Reconeixements
Ha sigut guardonada en 4 ocasions als Premis Brasil Olímpic amb el Trofeu Rei Pelé femení, que la va reconèixer com la millor esportista brasilera de l'any.
El desembre de 2024, la BBC va incloure-la en la seva llista 100 Women, que reconeix a les dones més inspiradores i influents de l'any a nivell mundial.

## Història competitiva

### Júnior
| Any  | Esdeveniment                 | Equip | AA | VT | UB | BB | FX |
| ---- | ---------------------------- | ----- | -- | -- | -- | -- | -- |
| 2012 | Campionat sud-americà júnior | 1     | 1  |    |    |    |    |
| 2012 | Trofeu Brasil                |       | 1  |    |    |    |    |
| 2013 | Comaneci Invitational        |       | 1  |    |    |    |    |
| 2013 | Campionat sud-americà júnior | 1     | 3  | 1  | 1  | 2  |    |
| 2013 | Gymnasiade                   | 2     | 3  | 1  |    |    | 6  |
| 2014 | WOGA Classic                 | 2     | 1  | 1  | 1  | 2  | 2  |
| 2014 | Campionat Panamericà         | 2     | 2  | 1  | 1  | 1  | 2  |

### Sènior
| Any  | Esdeveniment                    | Equip | AA | VT    | UB    | BB | FX |
| ---- | ------------------------------- | ----- | -- | ----- | ----- | -- | -- |
| 2015 | Copa del Món de Ljubljana       |       |    |       | 3     |    |    |
| 2015 | Copa del Món de São Paulo       |       |    | 2     | 7     |    |    |
| 2015 | Flanders Team Challenge         | 3     | 2  |       |       |    |    |
| 2016 | Trofeu Ciutat de Jesolo         | 2     |    |       | 8     |    |    |
| 2016 | Copa del Món Challenge de Doha  |       |    |       | 2     |    |    |
| 2016 | Prova olímpica                  | 1     |    |       | 3     |    |    |
| 2016 | Copa del Món de São Paulo       |       |    |       | 2     | 3  |    |
| 2016 | Anadia World Challenge Cup      |       |    |       |       | 2  | 2  |
| 2016 | Eliminatòria olímpica holandesa |       | 1  |       |       |    |    |
| 2016 | Jocs Olímpics                   | 8     | 11 |       |       |    |    |
| 2016 | Campionat brasiler              |       | 1  |       | 1     | 1  | 2  |
| 2017 | Trofeu Ciutat de Jesolo         | 2     | 2  |       | 5     | 6  | 4  |
| 2017 | Koper World Challenge Cup       |       |    | 1     |       |    |    |
| 2017 | Campionat brasiler              |       |    |       | 1     |    |    |
| 2017 | Varna World Challenge Cup       |       |    | 1     | 1     |    |    |
| 2018 | Campionat Panamericà            | 2     |    |       |       |    |    |
| 2018 | Campionat del Món               | 7     |    |       |       |    |    |
| 2018 | Copa del Món de Cottbus         |       |    | 1     | 2     | 1  |    |
| 2019 | Desafiament d'equip DTB         | 1     | 1  |       |       |    |    |
| 2020 | Copa del Món de Bakú            |       |    | [ a ] | [ a ] |    |    |
| 2021 | Campionat Panamericà            | 1     | 1  |       |       |    |    |
| 2021 | Copa del Món de Doha            |       |    |       | 1     | 3  |    |
| 2021 | Jocs Olímpics                   |       | 2  | 1     |       |    |    |
| 2021 | Campionat brasiler              | 1     | 1  |       |       |    |    |
| 2021 | Campionat del Món               |       |    | 1     | 2     | 6  |    |
| 2022 | Trofeu Brasil                   |       |    |       | 1     | 2  |    |
| 2022 | Campionat Panamericà            | 1     |    |       | 1     | 2  |    |
| 2022 | Campionat brasiler              | 1     | 1  |       | 1     | 1  | 2  |
| 2022 | Paris World Challenge Cup       |       |    |       | 2     |    |    |
| 2022 | Campionat del Món               | 4     | 1  | R3    | 8     | 8  | 3  |
| 2023 | Campionat brasiler              | 1     |    |       | 1     | 1  |    |
| 2023 | Copa del Món de Paris           |       |    |       | 2     |    |    |
| 2023 | Campionat del Món               | 2     | 2  | 1     |       | 3  | 2  |
| 2023 | Jocs Panamericans               | 2     |    | 1     | 2     | 1  |    |
| 2024 | Jocs Olímpics                   | 3     | 2  | 2     | R2    | 4  | 1  |